# 巴克 (澳大利亞國會選區)
巴克選區（英語：Division of Barker），是澳大利亞南澳大利亞州的下議院選區，位於該州最南部。面積64,015平方公里。
選區始於1903年，紀念探險家寇勒特·巴克，一直是包括自由黨在內的右翼政黨的安全選區。自1998年以來任當區議員的是帕特里克·謝柯。